# Фанні Теййонсала
Фанні Теййонсала (фін. Fanny Teijonsalo, 6 лютого 1996) — фінська плавчиня.